# 王焕如 (1916年)
王焕如（1916年—2001年），男，陕西长安人，中华人民共和国军事人物，中国人民解放军少将，曾任成都军区政治部主任、顾问。